# Jonathan Caouette
Pour les articles homonymes, voir Caouette.
Jonathan Caouette est un réalisateur, acteur, producteur, scénariste et monteur américain né le 26 novembre 1972 à Houston, au Texas, États-Unis. 

## Biographie
En 2003 sort son documentaire autobiographique Tarnation, élaboré comme un journal intime composé de photographies et de films 8 mm ou vidéo pris depuis ses 10 ans environ. Dénonciateur (la radicalité du système américain, par exemple, notamment envers l'homosexualité ou encore la partialité dans les traitements médicaux, entre autres). Introspectif et extrêmement émouvant[réf. souhaitée], Tarnation a reçu, à sa sortie en salles, de très bonnes critiques de la part de la presse et a acquis une grande importance, de par l'honnêteté et l'originalité de son procédé de création, aussi bien narratif que visuel[réf. souhaitée].
Le film, par sa bande-son aussi bien que par ses images ou ses situations qui rappellent les films d'Andy Warhol et de la Factory, s'inscrit dans la lignée des films indépendants américains.
Le film a été produit, entre autres, par Gus Van Sant et John Cameron Mitchell.

## Filmographie

### En tant que réalisateur
- 2003 : Tarnation, il en est aussi le scénariste, le monteur, le producteur et le directeur de la photographie.
- 2009 : All Tomorrow's Parties (en), documentaire sur le festival de musique du même nom
- 2010 :  All Flowers in Time (en), court-métrage mettant en vedette Chloë Sevigny. Il remporte le Grand Prix 2010 du court métrage à L'Étrange Festival à Paris.
- 2011 :  Walk Away Renée!, documentaire présenté lors de la 50e Semaine Internationale de la Critique, durant le Festival de Cannes 2011.

### En tant qu'acteur
- 2003 : Tarnation, dont il est l'instigateur et le sujet principal
- 2006 : Fat Girls d'Ash Christian : Seymour Cox
- 2006 : Shortbus de John Cameron Mitchell : Blondie-Grabber
- 2008 :  The Moon and He de Daniel Cerny : Marlene
- 2011 : Walk Away Renée! qui met en scène sa mère, Renée, et lui-même, dans leurs propres rôles.
- 2013 : Kiss of the Damned d'Alexandra Cassavetes : Anton
- 2020 : The Executrix (Agony)